# Bir al-Hakim
Bir al-Hakim (Bir Hakeim, Bir Hacheim) – oaza w północno-wschodniej Libii, na Pustyni Libijskiej, miejsce bitwy o Bir Hakeim, stoczonej w dniach od 26 maja do 11 czerwca 1942 między siłami państw Osi, a oddziałami Wolnych Francuzów.